# Stax Records
Stax Records es una de las más importantes compañías discográficas de la historia de la música soul, contemporánea de la archipopular Motown. Irónicamente, ésta, una de las más importantes compañías de música negra, fue creada por Jim Stewart y Estelle Axton, dos hermanos de etnia blanca.

## Historia
Jim Stewart llegó a Memphis cuando solo tenía dieciocho años y ejerció la profesión de empleado de banco, a la vez que tocaba con una banda de música local. Hizo una grabación de su propia música, algo que no interesó a ninguna discográfica local. 
En 1957 formó junto con su hermana, Estelle Axton, su primera compañía discográfica, Satellite. Fue allí donde produjo sus primeras grabaciones propias, al igual que un tema dentro del género rockabilly, "Boppin' High School Baby" de Don Wallis. El primer éxito de Satellite fue el sencillo de Carla Thomas "Gee Whiz", pero debido a un acuerdo anterior, la distribución corrió a cargo de Atlantic Records, de Jerry Wexler. Carla Thomas, junto con su padre, Rufus Thomas, ya había conseguido un éxito a nivel local con un dueto titulado "Cause I Love You". 
Una vez más, Estelle Axton, ayudó a financiar el estudio de Amplex en Brunswick, con el que empezaron a recibir unas rentas notables.
El hijo de Axton tocaba en una banda de rock and roll junto con Steve Cropper y Donald "Duck" Dunn, entre otros. Tras cambiar de nombre a los Mar-Keys, en 1961 grabaron un instrumental para Satellite que también tuvo cierto éxito. Pero al enterarse de que había otra empresa con el mismo nombre, Satellite, en 1961 decidieron cambiar a "STAX", juntando la "ST" de Stewart y la "AX" de Axton.

## El «Sonido STAX»

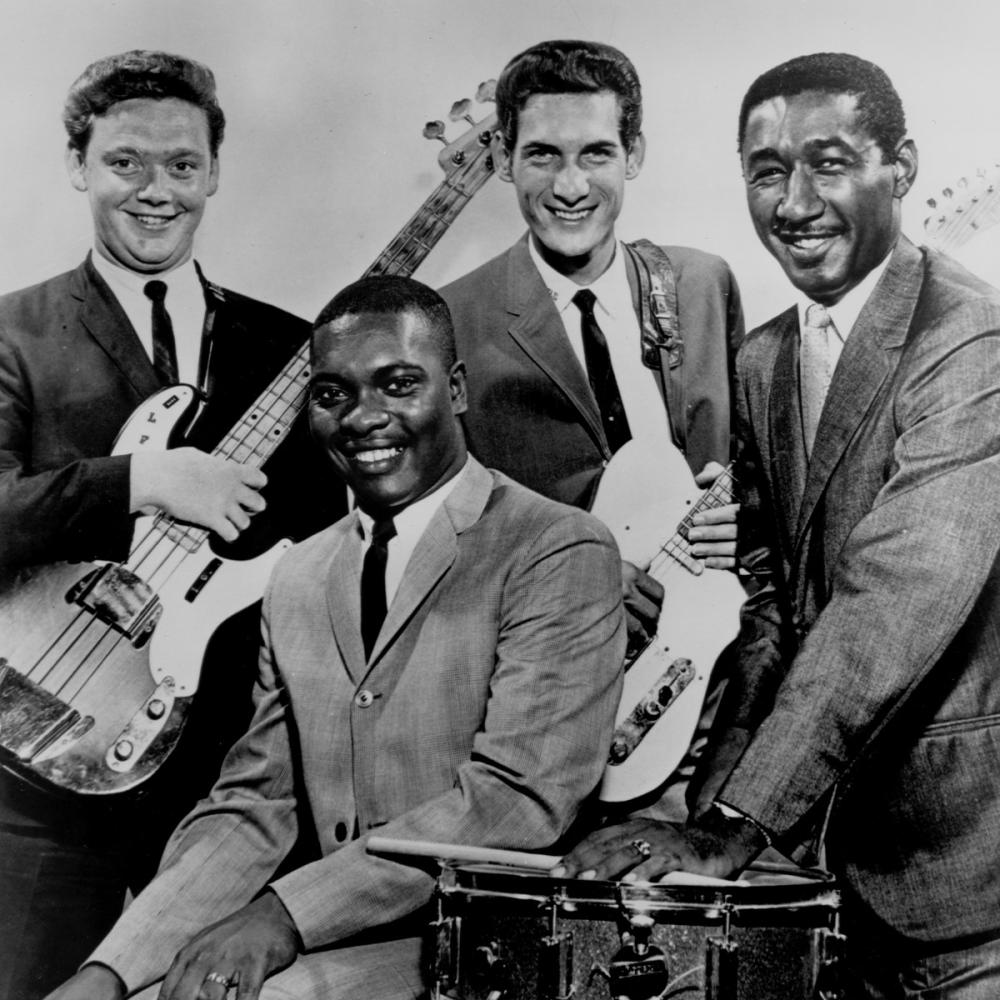
Booker T. & the M.G's en 1967.

Mientras tanto, Booker T. Jones se juntó con los miembros de los Mar-Keys y empezaron a desarrollar el «Stax Sound», a la vez que grabaron como Booker T. & the M.G.'s (Memphis Group), grupo que consiguió un éxito importante con "Green Onions" en 1962.
Con Cropper como productor para la casa, en los años siguientes Stax comenzó a hacer una música con repercusiones en todo el país, identificándose especialmente con el southern soul. En esos años se empezó a grabar a artistas con raíces góspel como Otis Redding o Sam & Dave, al igual que empezó a trabajar con artistas de la compañía Atlantic (Wilson Pickett y Don Covay) a modo de colaboración con la discográfica. 
Después de tres éxitos seguidos de Rufus Thomas, en 1965 Sam & Dave firman para el sello y sacan otra serie de éxitos, incluyendo "Soul Man" y "Hold On, I'm Coming".
La muerte de Otis Redding, tras una triunfante gira europea y su inolvidable aparición estelar en el Monterey Pop Festival, señaló el comienzo de la decadencia de Stax. Al mismo tiempo Sam & Dave dejaron también la compañía, haciendo que muchos de los productores y creadores de la discográfica dieran paso a nuevas generaciones. En Stax había cosechado éxitos como "Sittin' on the dock of the bay" y "I've Been Loving You Too Long". 
En la nueva era de Stax sobresalió Isaac Hayes, quien había sido parte de la compañía anteriormente como productor, compositor y pianista junto a David Porter. En este periodo creó dos de los mayores éxitos de Sam & Dave "Soul man" y "Hold On, I'm Coming". Hayes empezó a crear un estilo que mezclaba parte de jazz, soul y easy listening. Fue uno de los primeros que sentó las bases para el soul más dulce de los '70. 
Albert King creó su propio funky a partir de su modo de tocar blues una guitarra "flying-V"; uno de sus mayores éxitos fue la versión del tema blues "Born Under A Bad Sign'" Otros de la compañía desde finales de los '60 y principios de los '70 fueron The Staple Singers, inspiradores de The Emotions y the Soul Children. Con grupos como estos se empezó a grabar fuera de Memphis.
Con esta nueva generación de productores y músicos se empezó a determinar el sonido Stax. Uno de los más versátiles fue Don Davis, junto a su asociado Johnnie Taylor. Stax dio cobijo al mejor batería de soul, Al Jackson Jr, el cual puso su colaboración en las grabaciones de The Staples Singer, The Emotions y Albert King entre otros. Otras de las figuras importantes de la compañía fueron el guitarrista Vernon Burch, el teclista Marvell Thomas o el creativo y administrador Al Bell. La cooperación entre productores blancos y músicos negros fue una de las claves para el éxito de la compañía. 
En junio de 1977 la compañía pasó a formar parte de Fantasy Records, disolviéndose así una de las asociaciones musicales más importantes de los '60 y principios de los '70. 
Durante toda su existencia Atlantic operó normalmente como distribuidora de Stax; por lo que a la decadencia de esta Stax se vio también afectada.

## Artistas
- Elvis Presley
- Willie Dixon
- Carla Thomas
- Rufus Thomas
- Mar-Keys
- William Bell
- Booker T & The MGs
- Emerson, Lake & Palmer
- Otis Redding
- Sam And Dave
- Johnnie Taylor
- Eddie Floyd
- Albert King
- Little Milton
- Mable John
- Bar-Kays
- The Emotions
- Isaac Hayes
- The Dramatics
- The Staple Singers
- Mel & Tim
- Shirley Brown
- The Soul Children